# Молодіжна збірна Колумбії з футболу
Молодіжна збірна Колумбії з футболу представляє Колумбію на молодіжних змаганнях з футболу. На відміну від європейських збірних, максимальний вік гравців в цій команді не повинен перевищувати 20 років.

## Виступи на молодіжному чемпіонаті світу
| Молодіжний чемпіонат світу | Молодіжний чемпіонат світу | Молодіжний чемпіонат світу | Молодіжний чемпіонат світу | Молодіжний чемпіонат світу | Молодіжний чемпіонат світу | Молодіжний чемпіонат світу | Молодіжний чемпіонат світу | Молодіжний чемпіонат світу |                    |
| Рік                        | Раунд                      | Місце                      | І                          | В                          | Н*                         | П                          | ГЗ                         | ГР                         |                    |
| -------------------------- | -------------------------- | -------------------------- | -------------------------- | -------------------------- | -------------------------- | -------------------------- | -------------------------- | -------------------------- | ------------------ |
| 1977                       | Не кваліфікувались         | Не кваліфікувались         | Не кваліфікувались         | Не кваліфікувались         | Не кваліфікувались         | Не кваліфікувались         | Не кваліфікувались         | Не кваліфікувались         | Не кваліфікувались |
| 1979                       | Не кваліфікувались         | Не кваліфікувались         | Не кваліфікувались         | Не кваліфікувались         | Не кваліфікувались         | Не кваліфікувались         | Не кваліфікувались         | Не кваліфікувались         | Не кваліфікувались |
| 1981                       | Не кваліфікувались         | Не кваліфікувались         | Не кваліфікувались         | Не кваліфікувались         | Не кваліфікувались         | Не кваліфікувались         | Не кваліфікувались         | Не кваліфікувались         | Не кваліфікувались |
| 1983                       | Не кваліфікувались         | Не кваліфікувались         | Не кваліфікувались         | Не кваліфікувались         | Не кваліфікувались         | Не кваліфікувались         | Не кваліфікувались         | Не кваліфікувались         | Не кваліфікувались |
| 1985                       | Чвертьфінал                | 8-е                        | 4                          | 1                          | 2                          | 1                          | 5                          | 10                         |                    |
| 1987                       | Груповий етап              | 9-е                        | 3                          | 1                          | 1                          | 1                          | 4                          | 5                          |                    |
| 1989                       | Чвертьфінал                | 8-е                        | 4                          | 1                          | 0                          | 3                          | 3                          | 5                          |                    |
| 1991                       | Не кваліфікувались         | Не кваліфікувались         | Не кваліфікувались         | Не кваліфікувались         | Не кваліфікувались         | Не кваліфікувались         | Не кваліфікувались         | Не кваліфікувались         | Не кваліфікувались |
| 1993                       | Груповий етап              | 12-е                       | 3                          | 1                          | 0                          | 2                          | 5                          | 7                          |                    |
| 1995                       | Не кваліфікувались         | Не кваліфікувались         | Не кваліфікувались         | Не кваліфікувались         | Не кваліфікувались         | Не кваліфікувались         | Не кваліфікувались         | Не кваліфікувались         | Не кваліфікувались |
| 1997                       | Не кваліфікувались         | Не кваліфікувались         | Не кваліфікувались         | Не кваліфікувались         | Не кваліфікувались         | Не кваліфікувались         | Не кваліфікувались         | Не кваліфікувались         | Не кваліфікувались |
| 1999                       | Не кваліфікувались         | Не кваліфікувались         | Не кваліфікувались         | Не кваліфікувались         | Не кваліфікувались         | Не кваліфікувались         | Не кваліфікувались         | Не кваліфікувались         | Не кваліфікувались |
| 2001                       | Не кваліфікувались         | Не кваліфікувались         | Не кваліфікувались         | Не кваліфікувались         | Не кваліфікувались         | Не кваліфікувались         | Не кваліфікувались         | Не кваліфікувались         | Не кваліфікувались |
| 2003                       | 3-є місце                  | 3-є                        | 7                          | 4                          | 2                          | 1                          | 10                         | 5                          |                    |
| 2005                       | 1/8 фіналу                 | 9-е                        | 4                          | 3                          | 0                          | 1                          | 7                          | 2                          |                    |
| 2007                       | Не кваліфікувались         | Не кваліфікувались         | Не кваліфікувались         | Не кваліфікувались         | Не кваліфікувались         | Не кваліфікувались         | Не кваліфікувались         | Не кваліфікувались         |                    |
| 2009                       | Не кваліфікувались         | Не кваліфікувались         | Не кваліфікувались         | Не кваліфікувались         | Не кваліфікувались         | Не кваліфікувались         | Не кваліфікувались         | Не кваліфікувались         |                    |
| 2011                       | Чвертьфінал                | 5-е                        | 5                          | 4                          | 0                          | 1                          | 11                         | 6                          |                    |
| 2013                       | 1/8 фіналу                 | 9-е                        | 4                          | 2                          | 2                          | 0                          | 6                          | 2                          |                    |
| 2015                       | 1/8 фіналу                 | 15-е                       | 4                          | 1                          | 1                          | 2                          | 3                          | 5                          |                    |
| 2017                       | Не кваліфікувались         | Не кваліфікувались         | Не кваліфікувались         | Не кваліфікувались         | Не кваліфікувались         | Не кваліфікувались         | Не кваліфікувались         | Не кваліфікувались         |                    |
| 2019                       | Чвертьфінал                | 7-е                        | 5                          | 2                          | 1                          | 2                          | 9                          | 4                          |                    |
| 2023                       | Чвертьфінал                | 6-е                        | 5                          | 3                          | 1                          | 1                          | 11                         | 7                          |                    |
| Разом                      | 3-є місце                  | 11/24                      | 48                         | 23                         | 10                         | 15                         | 74                         | 58                         |                    |

## Досягнення
- Молодіжний чемпіонат світу:
  -  3-є місце (1): 1985

- Молодіжний чемпіонат Америки
  -  Чемпіон (3): 1987, 2005, 2013
  -  Віце-чемпіон (2): 1988, 2015
  -  3-є місце (5): 1964, 1985, 1992, 2023, 2025